# あるがままの君でいて
パナソニックドラマスペシャル・あるがままの君でいて（あるがままのきみでいて）は、TBS系列で、2008年11月24日の21:00-22:54（JST）に放送されたテレビドラマの特別番組である。平成20年度文化庁芸術祭参加作品。

## 概要
年1回放送されている『ナショナルドラマスペシャル』であるが、2008年10月1日、松下グループの「パナソニック」への社名変更・ブランドの統一に伴い、当作品から『パナソニックドラマスペシャル』へと改題、その改題後の第1作目になる。
当作品は、プライベート部分以外は、実話が基になっており、TBSが「涙の出る思い出」を募集したところ、1通のメールがきっかけとなってドラマ化が企画された。

## あらすじ
ともに伴侶に先立たれてしまった過去を持ちながら、運命的な出会いで結ばれた靖と由香。2人の子どもにも恵まれて幸せな日々の生活を送っていた。そんなある日、夫婦で苦労の末に建てた新居が、由香の不注意で火災に遭ってしまう。幸いにも、家族には大きなけがもなく靖はほっとするが、由香は火災のショックから解離性健忘症という神経症を患ってしまい、自分の名前でさえも思い出せない状態になってしまう。その上医師からは、「現代医学では、はっきりとした治療法がない」と聞かされ、靖は大きなショックを受けるが、今の状態の由香のすべてを受け入れ、再度共に歩んでいくことを決意する。

## 出演
- 榎本靖:堺雅人
- 榎本由香:薬師丸ひろ子
- 榎本香織:宇野愛海（子役）
- 榎本洋介:吉川史樹（同上）
- 堤加奈:戸田菜穂
- 宮崎隆:小澤征悦
- 上野亮
- 山崎一
- 甲本雅裕
- 猫背椿
- 小林すすむ
- 金谷真由美
- 山本加代:松原智恵子

ほか

## スタッフ
- 企画:八木康夫
- 脚本:山元清多
- 演出:吉田健
- 音楽:笠松泰洋
- ロケ協力：松本市ロケ支援担当、常総フィルムコミッション、フィルム・コミッション伊豆 ほか
- プロデューサー:貴島誠一郎、那須田淳、松原浩、遠藤正人（ドリマックス）
- 製作:ドリマックス・TBS